# تسمية ماليزيا
تسمية ماليزيا أو مسمى ماليزيا هو اسم اعتمدته ماليزيا لتسمية الدولة في عام 1963 عندما اتحدت سنغافورة وبورنيو الشمالية وسراوق واتحاد المالايو في اتحاد من 14 دولة. لكن الاسم نفسه قد استخدم بشكل مبهم للإشارة إلى المناطق في جنوب شرق آسيا فيما قبل ذلك. في خريطة نشرت في عام 1914 في شيكاغو طبعت كلمة ماليزيا على أنها تشير إلى بعض الأقاليم ضمن أرخبيل الملايو. فكر سياسيو الفلبين في حين من الأحيان بتسمية دولتهم "ماليزيا"، لكن ماليزيا سبقتهم إلى الاسم في عام 1963. في وقت الاتحاد عام 1963، أخذت تسميات أخرى في الحسبان، كان من بينها لانغكاسوكا، وفقاً للمملكة التاريخية التي احتلت الجزء العلوي من شبه جزيرة الملايو في الألفية الأولى من الميلاد.
كتب عالم الأجناس الإيرل جورج صامويل ويندسور في عام 1850 في مجلة الأرخبيل الهندي وشرق آسيا مقترحاً بتسمية جزر إندونيسيا باسم ميلايونيسيا أو إندونيسيا. وفضل الاسم الأول.
هناك عدة نظريات حول أصل كلمة ملايو أو مالاي. يقول التفسير الأكثر قبولاً أن الكلمة مزيج من كلمتين من لغة التاميل - السنسكريتية، مالاي (تلة) واور (مدينة)، بما معناه مدينة التلة. تم تبني هذا الاسم عندما بدأ المسافرون والتجار الهنود بتحديد المنطقة الجغرافية فيما حول ماليزيا في الوقت الحاضر. يعتقد بأن هذه الكلمة أصل تسمية مملكة الملايو، وهي مملكة كلاسيكية برزت بين القرنين السابع والثالث عشر، في المنطقة حول دارماسرايا الحالية في سومطرة. تأسست من قبل مجتمع حول نهر باتانغاري وتجار الذهب من منطقة مينانجكاباو النائية. أضيفت اللاحقة - سيا من اللغة اللاتينية -اليونانية، مما يجعل اسم ماليزيا يعني حرفياً أرض شعب الملايو. حملت المنطقة القارية من البلاد اسم مالايا (بدون "- سي") حتى عام 1963، عندما ضمت للاتحاد مع صباح وسراوق وسنغافورة في الجزء الشمالي من جزيرة بورنيو. طردت سنغافورة 1965. أشار تغيير التسمية إلى تغير حدود البلاد إلى ما وراء شبه جزيرة الملايو. تشير وصف الماليزي إلى كافة الشعب الماليزي من جميع الأعراق، بينما تشير الملايو للشعب الملايو الأصليين، الذين يشكلون ما يقرب من نصف السكان.